# الإقدام (جريدة فلسطينية)
جريدة الإقدام هي جريدة جامعية يومية صدرت في آب 1926، تم إنشاؤها وإصدارها في حيفا وبعد ذلك انتقلت ليافا بعد كِبر منزلتها.
تعد من أحد أهم الجرائد السياسية والانتقادية في فلسطين الانتدابية، أسسها يوسف سلوم أما مدير الإدارة فهو سليم الحلو ومن أبرز محرريها جورج عازر، ومن الجدير بالذكر أنها تعتبر من الجرائد المتنقلة المشهورة وصلت إلى المدن أو الأقاليم.
⁨⁨الإقدام⁩⁩ صحيفة فلسطينية سياسية انتقادية جامعة، صاحبها ومديرها المسؤول يوسف سلوم، ومديرها الإداري سليم الحلو البيروتي. صدر العدد الأول من جريدة الإقدام في 1 آب 1926 بحيفا. في بداية إصدارها، بدأت تصدر الصحيفة من مدينة حيفا وبعد ذلك انتقلت لتصدر في مدينة يافا، لذلك حملت لقب «الجريدة المتنقلة» أي التي تبحث عن حظها في مدن أخرى. لعبت الصحيفة دورًا هامًا في السياسة المصرية والفلسطينية، فأصبحت لسان حال حزب الوفد المصري، وقد اشترك في تحرير الصحيفة بعض كبار كتاب وصحفيي الحزب مثل العقاد والنحاس باشا وغيرهم. وكانت الصحيفة قد نشرت مرارًا قرارات سرية اتخذها حزب الوفد قبل أن تنتشر في الصحف المصرية ذاتها.

## فحوى الجريدة
حاولت الجريدة تنويع الأساليب واختلاف وتفاوت المواد الموجودة بها، حيث كانت تنشر بين كل فترة والأخرى مسابقات في أدبية مشوقة ومثيرة مع تقديم مكافآت لبعض الفائزين، على غرار ما قامت به في العثمانية في مجلة «النفائس العصرية».

## دورها
لعبت جريدة الأقدام وشكلت دور سياسي كبير جدا لم تلعب أي جريدة دور مثله إبان تلك الفترة (فترة الانتداب)، وكانت تنتقد الشبيبة بصورة احترافية وخاصة بها، حيث طبعت 600 عدد وُزِّع منها 250 للمهاجرين الفلسطينيين في أمريكا فقد كانت ترسل لهم.

## روابط خارجية
- أعداد صحيفة الإقدام